# Nabû-shuma-ukin Ier
Nabû-shuma-ukin Ier fut roi de Babylone d'environ 899 à 888 av. J.-C., succédant à Shamash-mudammiq qui est peut-être son père. Il hérite alors d'une situation difficile, la Babylonie étant difficilement contrôlable en raison d'une instabilité interne chronique suscitée notamment par des tribus araméennes, chaldéennes ou sutéennes, et les incursions de peuples voisins comme les Élamites et surtout les Assyriens. Si on suit la chronique dite Histoire synchronique, qui nomme le roi de Babylone de façon erronée Nabû-shuma-ishkun, alors celui-ci fait face aux offensives du roi de ces derniers, Adad-nerari II, au début de son règne, subit quelques revers avant de redresser la situation. Il établit finalement des relations cordiales marquées par des échanges matrimoniaux et la conclusion d'un accord fixant la frontière entre ces deux pays. Cette bonne entente est poursuivie durant les règnes des successeurs de Nabû-shuma-ukin qui forment une dynastie de quatre rois, gage d'une stabilité que la Babylonie n'avait pas connu depuis longtemps après plusieurs décennies chaotiques.